# Northbourne
Northbourne est un village et une paroisse civile, situé dans le district de Dover dans le comté de Kent, en Angleterre.